# La Panthère rose 2
Pour les articles homonymes, voir La Panthère rose (homonymie).
Série
La Panthère rose
(2006)
Pour plus de détails, voir Fiche technique et Distribution.
La Panthère rose 2 (The Pink Panther 2) est un film américain réalisé par Harald Zwart  et sorti en 2009.

## Synopsis
L'inspecteur Jacques Clouseau se lance à la poursuite d'un mystérieux voleur qui sévit autour du monde et a dérobé de précieux objets de valeur incluant le célèbre diamant la Panthère rose. Clouseau, secondé par son assistant Ponton, sa secrétaire Nicole et une équipe de détectives professionnels, tente de retrouver les objets volés.

## Fiche technique
- Titre original : The Pink Panther 2
- Titre français : La Panthère rose 2
- Réalisation : Harald Zwart
- Scénario : Steve Martin, Michael H. Weber et Scott Neustadter
- Musique : Christophe Beck
- Production : Robert Simonds
- Pays de production :  États-Unis
- Langue : anglais
- Date de sortie :
  - France : 18 février 2009

## Distribution
- Steve Martin (VF : Patrick Préjean ; VQ : Jean-Marie Moncelet) : inspecteur Jacques Clouseau
- Jean Reno (VF : lui-même) : Ponton
- Emily Mortimer (VF : Léa Gabrièle ; VQ : Violette Chauveau) : Nicole
- Andy Garcia (VF : Bernard Gabay ; VQ : Jean-Luc Montminy) : Vicenzo
- Yuki Matsuzaki : Kenji
- Alfred Molina (VF : Gabriel Le Doze ; VQ : Luis de Cespedes) : Pepperidge
- Aishwarya Rai Bachchan (VF : Françoise Cadol ; VQ : Catherine Hamann) : Sonia
- John Cleese (VF : Michel Prud'homme ; VQ : Marc Bellier) : commissaire principal Dreyfus
- Jeremy Irons (VF : Bernard Tiphaine ; VQ : Daniel Lesourd) : Alonso Avellaneda
- Johnny Hallyday : Laurence Milliken El Tornado
- Molly Sims
- Geoffrey Palmer (VQ : André Montmorency) : Joubert
- Phillip Goodwin (VF : Julien Chatelet ; VQ : Carl Béchard) : Renard
- Federico Castelluccio (en) : guide italien
- Judith Godrèche : reporter
- Zofia Borucka
- Andria Blackman : hôtesse de l'air
- Roger Dillingham Jr. : dignitaire international
- Tarek Moussa : serveur
- Michael Coppola : serveur
- Jennifer Gjulameti : invitée au mariage

## Production

### Tournage
Le film a été tourné en France à Paris, ainsi qu'aux États-Unis à Boston, mais aussi à Rome.